# Fred Estby
Fred John Estby, född 14 mars 1972, är en svensk trummis, låtskrivare och producent. Han var med och startade death metal-bandet Dismember 1988. Han har även spelat trummor i death metal-bandet Carnage.

## Diskografi

### Med Carnage
- 1989 - Infestation of Evil (demo)
- 1990 - Dark Recollections
- 1990 - Dark Recollections / Hallucinating Anxiety (split)
- 1991 - Live EP (EP)

### Med Dismember
- 1991 - Like an Ever Flowing Stream
- 1993 - Indecent and Obscene
- 1995 - Massive Killing Capacity
- 1998 - Death Metal
- 2000 - Hate Campaign
- 2004 - Where Ironcrosses Grow
- 2006 - The God That Never Was

#### Demo
- 1988 - Dismembered
- 1989 - Last Blasphemies
- 1989 - Rehearsal Demo '89
- 1990 - Reborn in Blasphemy
- 1991 - Skin Her Alive

#### EP och Samlingsalbum
- 1992 - Pieces (EP)
- 1995 - Casket Garden (EP)
- 1997 - Misanthropic (EP)
- 2005 - Complete Demos (Samlingsalbum)

### Med Entombed
- 2000 - Uprising

## Som producent
- 1990 - Carnage - Dark Recollections
- 1990 - Carnage - Dark Recollections / Hallucinating Anxiety (split)
- 1991 - Dismember - Like an Ever Flowing Stream
- 1992 - Centinex - Subconscious Lobotomy
- 1994 - Grave - Soulless
- 1994 - Konkhra - The Facelift
- 1995 - Breach - Friction
- 1995 - Refused - Everlasting
- 1996 - Nine - Listen
- 1996 - Desultory - Swallow the Snake
- 1997 - Dismember - Death Metal
- 1997 - Gehennah - Decibel Rebel
- 1997 - Dismember - Misanthropic
- 1997 - Dismember - This Album Contains Old Songs and Old Pictures Vol. 1
- 1999 - Hypocrite - Into the Halls of the Blind
- 2003 - Centinex - Deathlike Recollections (singel)
- 2000 - Carnage - Dark Recollections
- 2004 - Dismember - Where Ironcrosses Grow
- 2006 - Dismember - Hate Campaign
- 2006 - Dismember - The God That Never Was
- 2009 - Caliber 666 - Blood Fueled Chaos

## Som ljudtekniker
- 1993 - Dismember - Indecent and Obscene
- 1993 - Refused - Pump the Brakes
- 1994 - Refused - This Just Might Be... the Truth
- 1995 - Comecon (musikgrupp) - Fable Frolic
- 1995 - Meanwhile - Remaining Right: Silence
- 1995 - Svart Snö / Starved and Delirious - Split
- 1998 - Katatonia - Discouraged Ones
- 1997 - Katatonia - Saw You Drown
- 1998 - Misdemeanor - You're Nothing (and You Know It)
- 1999 - Thy Primordial - At the World of Untrodden Wonder
- 2003 - At the Gates - With Fear I Kiss the Burning Darkness
- 2004 - Katatonia - Brave Yester Days
- 2004 - Thyrfing - Thyrfing
- 2005 - Katatonia - Saw You Drown